# Нетцов
Нетцов (нем. Neetzow) — деревня и бывшая община в Германии, в земле Мекленбург-Передняя Померания. Входит в состав общины Нетцов-Липен, образованной в 2014 году.
Входит в состав района Восточная Передняя Померания. Подчиняется управлению Анклам-Ланд. Население составляет 622 человека (на 31 декабря 2010 года). Занимает площадь 25,18 км².

## Достопримечательности
- Нетцов (замок)